# Ressano Garcia
Ressano Garcia – miasto na Mozambiku, w prowincji Maputo.